# Auto GP
De Auto GP is een opstapklasse naar de GP2, vergelijkbaar met de World Series by Renault. De klasse werd opgericht in 1985 om de Formule 2 te vervangen. Een seizoen bestaat uit 8 races in heel Europa. Er zijn 12 coureurs in 14 teams. Alle auto's zijn gelijkwaardig. Het kampioenschap was voorheen bekend als de Euroseries 3000, en werd vooral in Italië verreden.

## De auto

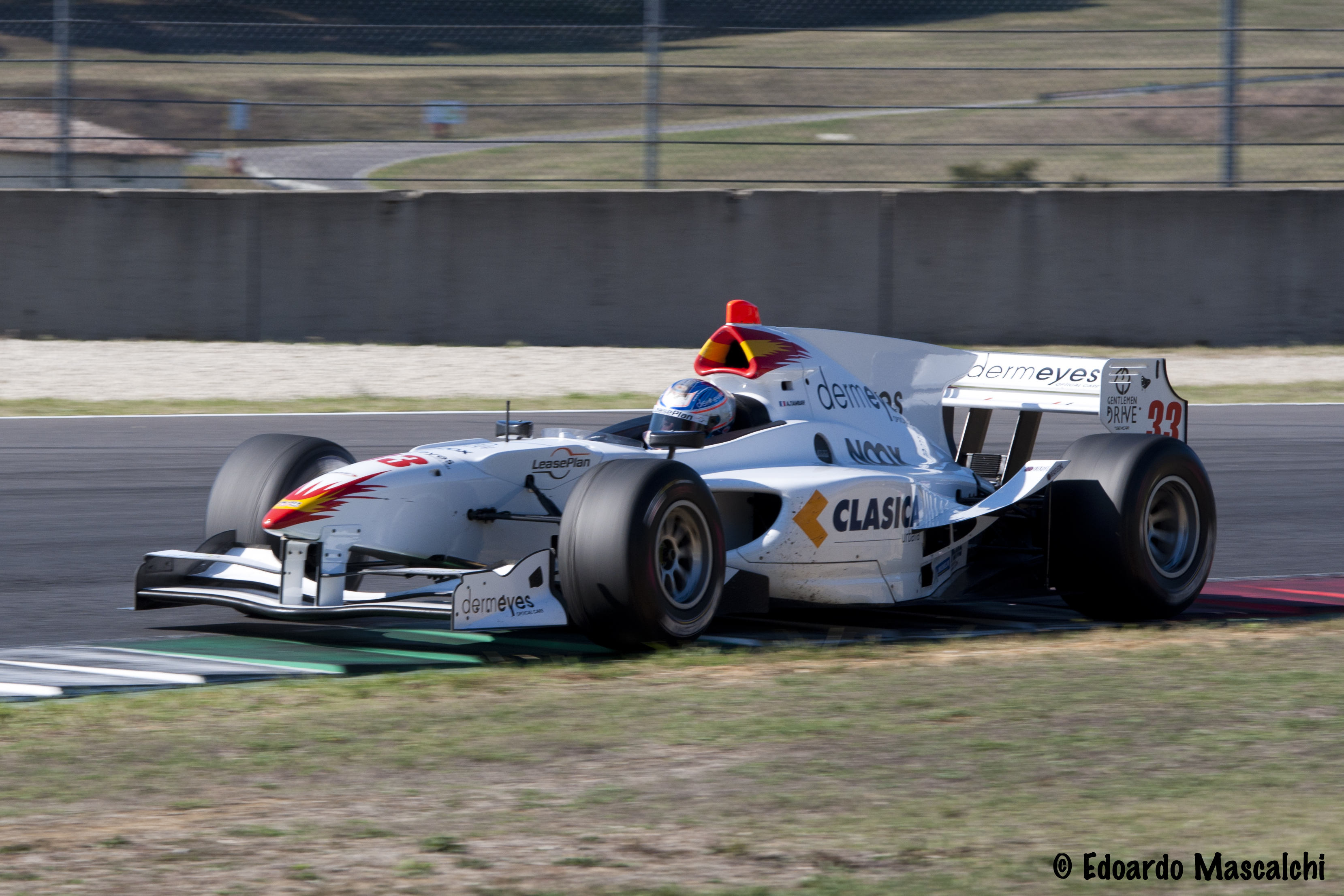
Auto GP, 2011

Vanaf 2009 maken alle teams gebruik van een Lola chassis met Zytek motor. Het zijn eerste generatie A1 Grand Prix auto's. 
Voorheen heette het kampioenschap Euroseries 3000 en werd er gereden met voormalige Formule 3000 auto's, eveneens ontworpen door Lola.

## Kampioenen
| Jaar | Coureur                 | Team                     |
| ---- | ----------------------- | ------------------------ |
| 2016 | Luis Michael Dörrbecker | Torino Squadra Corse     |
| 2015 | Seizoen afgelast        | Seizoen afgelast         |
| 2014 | Kimiya Sato             | Euronova Racing          |
| 2013 | Vittorio Ghirelli       | Super Nova International |
| 2012 | Adrian Quaife-Hobbs     | Super Nova International |
| 2011 | Kevin Ceccon            | DAMS                     |
| 2010 | Romain Grosjean         | DAMS                     |
| 2009 | Will Bratt              | FMS International        |
| 2008 | Nicolas Prost           | Bull Racing              |
| 2007 | Davide Rigon            | Minardi by GP Racing     |
| 2006 | Giacomo Ricci           | FMS International        |
| 2005 | Luca Filippi            | FMS International        |
| 2004 | Nicky Pastorelli        | Draco Junior Team        |
| 2003 | Augusto Farfus          | Draco Junior Team        |
| 2002 | Jaime Melo, Jr.         | Team Great Wall          |
| 2001 | Felipe Massa            | Draco Junior Team        |
| 2000 | Ricardo Sperafico       | Arden Team Russia        |
| 1999 | Giorgio Vinella         | Team Martello            |

## Puntentelling
Per weekend worden 2 races verreden, en is de puntentelling als volgt;
| Plaats | Punten R1 | Punten R2 |
| ------ | --------- | --------- |
| 1      | 25        | 20        |
| 2      | 18        | 15        |
| 3      | 15        | 12        |
| 4      | 12        | 10        |
| 5      | 10        | 8         |
| 6      | 8         | 6         |
| 7      | 6         | 4         |
| 8      | 4         | 3         |
| 9      | 2         | 2         |
| 10     | 1         | 1         |
| PP     | 1         |           |
| SR     | 1         | 1         |